# Gmina Aabenraa
Gmina Aabenraa (duń. Aabenraa Kommune lub Åbenrå Kommune) – gmina w Danii w regionie Dania Południowa.
Gmina powstała w 2007 roku na mocy reformy administracyjnej z połączenia gmin Aabenraa (starej),  Bov, Lundtoft, Rødekro i Tinglev.
Siedzibą władz gminy jest miasto Aabenraa.